# Gattocicova
La Gattocicova è stata una casa discografica italiana, attiva negli anni ottanta.

## Storia
L'etichetta venne fondata nel 1982 dal produttore torinese Gualtiero Gatto; il nome è un evidente gioco di parole basato sul cognome del produttore e sul detto qui gatta ci cova.
La distribuzione della Gattocicova era curata dalla Panarecord, casa discografica milanese.
Tra gli artisti pubblicati dall'etichetta i più noti furono Gipo Farassino, Gloria Piedimonte e Tito Schipa Jr..
Alla fine del decennio l'etichetta cessò l'attività.

## Dischi
La datazione qui riportata si basa sull'etichetta del disco o sulla copertina; qualora nessuno di questi elementi abbia una datazione, è basata sulla numerazione del catalogo; talora è, infine, basata sul codice della matrice di stampa. Se esistenti, sono riportati, oltre all'anno, il mese e il giorno (quest'ultimo dato si trova, a volte, stampato sul vinile).

### 33 giri
| Numero di catalogo | Anno | Interprete      | Titoli                      |
| ------------------ | ---- | --------------- | --------------------------- |
| GT 001             | 1982 | Gipo Farassino  | N'aptit da sonador          |
| LP 33604           | 1983 | Tito Schipa Jr. | Concerto per un primo amore |

### 45 giri
| Numero di catalogo | Anno | Interprete        | Titoli                                         |
| ------------------ | ---- | ----------------- | ---------------------------------------------- |
| GT 501             | 1982 | Gloria Piedimonte | Ma che bella serata/Torno stasera              |
| P 7317             | 1983 | Paolo Giusti      | Musica italiana/Crescerò crescerai             |
| P 7317             | 1984 | I Blagueur        | Balla?..No!../Ti 'd bale?                      |
| G 7504             | 1985 | Pat & Boneli      | Rien Va Plus/A Star Tonight                    |
| G 7505             | 1985 | Aurelio           | Io e te/Se mi vuoi                             |
| GM 9501            | 1985 | Anticamera        | El Gringo/Anticamera                           |
| GM 9503            | 1985 | Jim Forsey's Band | Keep On Dancing/Keep On Dancing (Club Version) |